# Harold Weber
Harold Weber (* 20. März 1882 in Toledo, Ohio; † 7. November 1933 in Littleton, New Hampshire) war ein US-amerikanischer Golfer.

## Biografie
Harold Weber, der im Inverness Club in Toledo Mitglied war, war zu Beginn des 20. Jahrhunderts wahrscheinlich der größte Amateurgolfer in Ohio. Seine Karriere auf höchstem Niveau dauerte fast 25 Jahre. Seinen ersten Auftritt beim U.S. Amateur hatte er 1902. Er spielte fast jedes Jahr beim National Amateur mit. 1914 trat er nur am britischen Amateur Championship an und erreichte die vierte Runde. Weber war viermal Amateurmeister von Ohio (1907, 1912, 1920 und 1921).
Bei den Olympischen Spielen 1904 in St. Louis waren beim Mannschaftswettkampf nur zwei Mannschaften gemeldet. Kurzerhand schlossen sich zehn Spieler zusammen und gingen als United States Golf Association an den Start. Diese Mannschaft, der auch Weber angehörte, gewann die Bronzemedaille. Im Einzel hingegen schied er bereits in der ersten Runde gegen Burt McKinnie aus.